# Rachel Howard
Rachel Howard (* 30. November 1977 in Wellington) ist eine ehemalige neuseeländische Fußballspielerin und heutige Brand-Managerin bei Adidas.

## Werdegang
Howard wuchs in der nordneuseeländischen Stadt Napier auf. Nach einem Studium in Auckland an der University of Auckland arbeitete sie als Produktmanagerin für den deutschen Sportartikelhersteller Adidas. 2004 erhielt sie ein Angebot, in der Adidas-Zentrale in Herzogenaurach zu arbeiten. Sie war dort für die Entwicklung von Trainings- und Wettkampfkleidung der englischen Premier-League-Vereine FC Chelsea, FC Liverpool und Newcastle United zuständig. Nach ihrem Karriereende 2009 arbeitete sie in verschiedenen Positionen bei Adidas, zunächst 6 Jahre in Shanghai und seit Juli 2016 in Hongkong.

### Vereinskarriere
Die Torfrau spielte für den Napier Vorortverein Taradale AFC, den in Auckland ansässigen Three Kings AFC, für den im Te Atatu Peninsula beheimateten Verein Te Atatu AFC und Takapuna AFC. Mit dem Berufswechsel 2004 nach Deutschland schloss sie sich dem deutschen Zweitligisten TSV Crailsheim an, mit dem sie 2006 in die Bundesliga aufstieg. Nach einer kurzen Station im Sommer 2009 beim Post SV Nürnberg beendete sie im Oktober 2009 ihre aktive Karriere.

### International
Mit der neuseeländischen Nationalmannschaft nahm sie an der Weltmeisterschaft 2007 teil. Neuseeland schied allerdings nach drei Niederlagen in der Vorrunde vorzeitig aus. Sie absolvierte zwischen 1998 und 2008, 14 Länderspiele für die Football Fern's.

## Erfolge
- Ozeanische Fußballmeisterin 2007
- Aufstieg in die Bundesliga 2006